# Uncle Tupelo
Uncle Tupelo war eine Alternative-Country-Band der 1990er-Jahre. Sie verband Punk und Rockmusik mit Elementen der Countrymusik.

## Bandgeschichte
Die US-amerikanische Band wurde 1987 in Belleville, Illinois gegründet. Gründungsmitglieder waren Jay Farrar (Gitarre, Mundharmonika, Gesang), Mike Heidorn (Schlagzeug), und Jeff Tweedy (Bass, Gitarre, Mundharmonika, Gesang). Weitere Mitglieder waren Ken Coomer (Schlagzeug), Max Johnston (Banjo, Dobro, Fiddle, Mandoline, Steelguitar) und John Stirratt (Bass). Farrar und Tweedy waren die führenden Köpfe der Band, die sich das Songschreiben teilten. 
Nachdem Farrar unerwartet die Band verlassen hatte, löste sie sich im Mai 1994 ganz auf. Tweedy formierte die Band Wilco, und Farrar Son Volt.
Alle vier Alben wurden im Jahr 2003 von Columbia/Legacy und Rhino Entertainment neu aufgelegt.

## Diskografie

### Alben
- No Depression (1990), Rockville
- Still Feel Gone (1991), Rockville
- March 16-20, 1992 (1992), Rockville
- Anodyne (1993), Sire/Reprise

### Kompilationen
- 89/93: An Anthology (2002), Sony